# Рудаки
Абу Абдулах Џафер ибн Муахамед Рудаки (персијски:ابو عبدالله جعفر بن محمد رودکی), познат као Адам песника (آدم الشعرا), био је персијски песник који се сматра једним од првих великих књижевних генија модерног персијског језика. Рудаки је писао песме на новоперсијском алфабету и сматра се оснивачем класичне персијске књижевности. Његова поезија садржи неке од најстаријих жанрова персијске поезије укључујући и катрен, мада је само мали проценат његове обимне поезије преживео.

## Биографија

### Преглед
Рудаки је рођен 858. године у Рудаку (Пенџруд), селу у Саманидском царству које је данашњи Пенџакент у Таџикистану, а умро је 940. године‍:pp. 106.. Већина историчара сматра да је био потпуно слеп, али његово прецизно познавање и описивање боја, које је евидентно у његовој поезији, чини ову тврдњу веома сумњивом. Био је дворски песник саманидског владара Насера II (914–943) у Бухари, иако је на крају пао у немилост, а живот завршио у сиромаштву.
Још као дете научио је Курански текст напамет.‍:pp. 523. У том периоду, писао је и своје прве стихове које је, захваљујући свом изванредном гласу, певао уз благу мелодију.‍:pp. 16.. Због свега тога добио је утицајан полажај у двору Насра Саманија II. Рудакијева улога у поменутој влади расла је дотле да му није било премца ни у редовима дотад најпоштованијих краљевских саветника.‍:pp. 26..
У књигама је спомињано да је Рудакија увек пратио „равија“ његових песама. Равија (дословно: преносилац) је у традицији персијске песме особа која би памтила песникове песме и певала их, мелодично, на свечаностима. Име Рудакијевог равије је био Мађ.‍:pp. 214.

## На саманидском двору
У време када су Саманиди успели да се домогну најдоминантније власти у Хорасану, Рудаки, па заједно са њим и Абу Шакур од Балха, Абу ал-Му'ајид од Бухаре, Фаралави, Шехид Балхи и још неколико изврсних песника, довели су персијску песму до врхунца красноречитости, тако да је могла да буде стављена одмах покрај арапске песме.
Негде око 902. године у свом родном месту које је данас познато по имену „Кешлак-е Банђруд“, уживао је велику славу као песник и певач, те је због тога добио позив да оде на саманидски двор.‍:pp. 213.
 Насера II ибн Ахмада, владар Хорасана и Трансоксијане, је позвао песника на свој двор. Рудаки је постао његов дневни пратилац, стекао је велико богатство и постао веома почаствован. Односи са дворанима и посећивање са високим саманидским ауторитетима, оставили су утицај на његов начин живота. Рудаки је најпре отпочео да стихује Келилу и Димну. Сматра се да је заиста заслужио титулу оца персијске књижевности, или Адама (првог човека) или Султана песника, иако је имао разне претходнике, због тога што је био први који је оставио свој специфични печат и карактер на сваки облик епике, лирике и дидактичке поезије. Такође се сматра првим песником који је сачинио збирку (диван), у којој је поређао песме по абецедном реду, а што су доцније користили сви персијски писци, чак и данас. Такође је био веома вичан певач и инструменталиста харфе.

## Рудакијево слепило
Неки историчари на основу објективних докумената сматрају да су Рудакију на крају живота ископане очи.‍:pp. 24.. У корист ове тврдње они наводе да је на северу Самарканда, у близини Панџакента, у насељу Рудак, пронађен гроб у којем су се налазиле кости и лобања човека на основу којих се може претпоставити да су му силом ископане очи. Ово археолошко откриће потпуно је у складу са историјским преносом у драгоценом делу Историја Самарканда Абу Саида Идрисија, где се наводи да је Рудаки сахрањен у својој домовини.‍:pp. 408–409.. Међутим, ваља поменути да други део истраживача, међу које спада и велики број савремених историчара, верује да је Рудаки био слеп од рођења.‍:pp. 21–24.. На питање да ли је Рудаки заиста рођен слеп Авфи и Ђами су дали позитиван одговор, али биће да се његове песме супротстављају томе.‍:pp. 213.
Историчари, као што су Самани и Незами Арузи не наглашавају његово слепило као урођено. Фирдуси спомиње у својој Шахнами да су му проповедали приче из Келиле и Димне и да је он то изразио у облику песме. Такође, на основи неких његових песама може се претпоставитти да је имао вид:
پوپک دیدم به حوالی سرخس
بانگک بر بُرده به ابر اندرا
چادرکی رنگین دیدم بر او
رنگ بسی گونه بر آن چادرا

Видео сам птицу близу града Саракса
Подигла је своју песму у облаке
Видео сам шарен огртач на њој
Много боја на њеном огртачу.
Савремени ирански мислилац Саид Нафиси написао је књигу о Рудакију под именом Биографија, Окружење и Време Рудакија. На странама 394–404, пише о историјским догађајима и референцама у персијским књигама и песмама, као и о руским форензичким открићима у раном 20. веку, укључујући Михаила Герасимова (који је реконструисао Рудакијево лице на основу костију које је нашао у његовој гробници, видети слику горе), из којих се може закључити да су Рудаки и Амир Наср Самани били исмаилити који су учествовали у једној побуни око 940. године, неколико година пре Рудакијеве смрти. Ова побуна је довела до збацивања саманидског краља и Рудаки, као његов блиски пратилац, је био мучен и ослепљен. Након тога, Рудаки се вратио у град у којем је рођен и умро је недуго после тога.
У другим изворима читамо да је 934. године, Рудаки протеран са двора зато што је, тако је било назначено у осуди, пристао уз Карматије, па му је, касније, због тога пресуђена казна да буде заслепљен.‍:pp. 14.

## Сачувана дела
Од 1.300.000 стихова који му се приписују, од њега нам је остало само 900 стихова‍:pp. 105.. Сачуване су само 52 касиде, газеле и рубаије; од његових епских ремек-дела није остало ништа осим пар залуталих текстова у изворним речницима. Ипак, најозбиљнији губитак је арапски превод старе индијске бајке Келила и Димна коју је сачинио Абдулах ибн Мукафа. Рудаки је ту бајку превео на персијски по захтеву краљевског заштитника. Бројни фрагменти су, ипак, сачувани у персијском лексикону Асадија Тусија. Његове дидактичке оде и епиграми су веома одмерено изразили тип епикурејске филозофије живота и људске среће, а још шармантнији су чисто лирски комади који величају љубав.
Постоји потпуно издање свих очуваних Рудакијевих песама за које се знало крајем 19. века, на персијском тексту и у немачком преводу, заједно са биографијом, заснованом на 46 персијских манускрипта, у Хермановој Rudagi der Samanidendichter‍:pp. 663–742..
Године 1963, Саид Нафиси је идентификовао још фрагмената који се приписују Рудакију и представио их је, заједно са опширном биографијом, у делу Биографија, Окружење и Време Рудакија.

## Поезија
Рудакијеве песме, у лингвистичком погледу, ретко поседују арапске речи, а у њих су утиснуте и граматичке карактеристике хорасанског стила. Само би понекад, наместо персијских речи употребио арапски термин; на пример, харб, уместо ђанг (рат), или хасм, уместо душман... У његовим песмама се могу распознати обадве врсте дидактичке књижевности и лирике. Чини се да је радио и на стихованој наративној књижевности, будући да је стиховао Келилу и Димну, а приписује му се и стихована Сандбад-нама. Певао је песме у различитим поетским формама, попут месневије, фрагментарне песме, касиде и рубаије. Његове фрагментарне песме више пружају савете. Касиде су му, углавном, похвалнице/панегирици, премда је саставио и једну изузетно атрактивну касиду у којој је смерао да опише своје сопствено стање. О њему се каже да је пионир у компоновању рубаија. У његовим касидама је присутан дух епике, баш као што су, ту, развијан и дух толеранције и попуштања. Према истраживањима Месуда Фарзада, Рудаки је донео дванаест његових прозодичких метара.‍:pp. 28. У књижевној структури почела његове имагинације, природа заузима средишње место. Надаље, онде су учесталија знамења зороастерске културе, као и староирански принципи, неголи исламско-арапска обележја. У његовим имагиналним формама, обично се ментални предмети претакају у осетилне ствари.‍:pp. 415–416.
Кроз његове касиде су, понекад, провлачени и извесни сарказми, без тога да се у њима употреби каква хипербола, него се у њима, углавном, осећа благост и нипошто ароганција. Тагазули у његовим касидама су представљали, заправо, темељ на коме су, касније, развијани газели. Описивање љубавнице и прилика које окружују заљубљене оне тагазуле у његовим песмама чине посебнима. Само је још у следећем веку Фарохи успео да сложи такве тагазуле. Хамријати (списи о вину), какве их сагледавамо, такође, у књижевностима других народа, на пример у грчкој и арапској књижевности, уживају посебан значај у Рудакијевој песми. Утврђена поређења, те неначете метафоре само су неки примери стилистичких карактеристика Рудакијеве књижевне каријере:
Донеси тог вина што би рек'о да је течни рубин чисти,
или је као потегнути мач право испред сунца.
А персијска хамрија је, одиста, кулиминирала у његовој следећој касиди:‍:pp. 98.
Мајку вина треба ко жртву принети,
дете јој узети, у затвор га стрпати.‍:pp. 214–215.
Погледај облак, како плаче као човек који тугује
Гром јауче као љубавник сломљеног срца
Каткад сунце извири иза облака,
Као затвореник који се крије од стражара.

## Наслеђе
Рудаки док описује себе каже „[он је био песник] чије песме је чуо свет”, или познати историчар Балами старији наводи „нема никод другог као Рудаки, ни Арапина, ни Аџема [Персијанца]”. Рашиди Самарканди је изјавио „Пребројао сам његове песме, и било их је милион и три стотине хиљада”.

## Прославе
За 1100. годиншњицу његовог рођења, иранска влада је објавила серију марака са његовим ликом. Један међународни семинар је одржану Вахдат доворани, Техеран, Иран дана 21. децембра 2008, ради обележавања 1150. година од његовог рођења, коме су присуствовали председник Махмуд Ахмадинежад и министар културе Таџикистана. Том приликом Рудаки је слављен као отац модерне персијске књижевности.

## Галерија
- Рудакијева гробница у Панџруду код Панџакента након рестаурације
- Рудакијев парк, Душанбе, Таџикистан
- Рудакијева дворана, Техеран, Иран